# UFC on FOX 14
UFC on FOX 14: Gustafsson vs. Johnson（ユーエフシー・オン・フォックス・フォーティーン：グスタフソン・バーサス・ジョンソン）は、アメリカ合衆国の総合格闘技団体「UFC」の大会の一つ。2015年1月24日、スウェーデン・ストックホルム県ストックホルムのテレツー・アリーナで開催された。

## 大会概要
本大会ではアレクサンダー・グスタフソンとアンソニー・ジョンソンによるライトヘビー級王座挑戦者決定戦が組まれた。
入場者数30,000人はUFC 127を抜いて北米開催以外での団体記録となった。

### カード変更
負傷などによるカードの変更は以下の通り。
- アラン・オマー → ポール・レッドモンド（第3試合）

- ヤン・カブラル → アンソニー・クリストドロウ（第4試合）

- ラシャド・エヴァンス → アンソニー・ジョンソン（第12試合）

## 試合結果

### アーリープレリム
第1試合 フライ級ワンマッチ 5分3R
○  ニール・シーリー vs.  クリス・ビール ×
3R終了 判定3-0（29-28、30-27、29-28）
第2試合 ヘビー級ワンマッチ 5分3R
○  ヴィクトル・ペスタ vs.  コンスタンティン・ヨーロヒン ×
3R終了 判定3-0（29-28、30-27、30-27）

### プレリミナリーカード
第3試合 67.6kg契約ワンマッチ 5分3R
○  ミアサド・ベクティック vs.  ポール・レッドモンド ×
3R終了 判定3-0（30-27、30-27、30-25）
※レッドモンドの体重超過によりフェザー級から変更。
第4試合 ライト級ワンマッチ 5分3R
○  マイルベク・タイスモフ vs.  アンソニー・クリストドロウ ×
2R 0:38 KO（パウンド）
第5試合 ライトヘビー級ワンマッチ 5分3R
○  ニキータ・クリーロフ vs.  スタニスラブ・ネドコフ ×
1R 1:24 ギロチンチョーク
第6試合 フェザー級ワンマッチ 5分3R
○  マクワン・アミルカーニ vs.  アンディ・オーグル ×
1R 0:08 TKO（右アッパー→パウンド）
第7試合 ウェルター級ワンマッチ 5分3R
○  ケニー・ロバートソン vs.  スルタン・アリエフ ×
1R 2:42 KO（左フック→パウンド）
第8試合 ウェルター級ワンマッチ 5分3R
○  アルバート・トゥメノフ vs.  ニコ・ムサケ ×
3R終了 判定3-0（29-28、29-28、29-28）

### メインカード
第9試合 フェザー級ワンマッチ 5分3R
○  サム・シシリア vs.  アキラ・コラサニ ×
1R 3:26 KO（右フック）
第10試合 ライトヘビー級ワンマッチ 5分3R
○  ライアン・ベイダー vs.  フィル・デイヴィス ×
3R終了 判定2-1（29-28、28-29、29-28）
第11試合 ミドル級ワンマッチ 5分3R
○  ゲガール・ムサシ vs.  ダン・ヘンダーソン ×
1R 1:10 TKO（右フック→パウンド）
第12試合 ライトヘビー級王座挑戦者決定戦 5分5R
○  アンソニー・ジョンソン vs.  アレクサンダー・グスタフソン ×
1R 2:15 TKO（パウンド）
※ジョンソンが挑戦権獲得に成功。

### 各賞
ファイト・オブ・ザ・ナイト： 該当者なし
パフォーマンス・オブ・ザ・ナイト： アンソニー・ジョンソン、ゲガール・ムサシ、ケニー・ロバートソン、マクワン・アミルカーニ
各選手にはボーナスとして5万ドルが支給された。